# Тыугу, Энн Харальдович
Энн Харальдович Тыугу (эст. Enn Tõugu; 20 мая 1935 — 30 марта 2020) — советский и эстонский математик, действительный член Эстонской академии наук, специалист в области прикладной математики и языков программирования. Выдвинул идею концептуального подхода к программированию.

## Биография
Родился в Таллине 20 мая 1935 года.
1941—1946 провёл в эвакуации недалеко от Уржума (Кировская область).
Окончил Таллиннский политехнический институт (1958) и аспирантуру Ленинградского политехнического института (1961). В 1966 году под руководством Г. К. Горанского защитил кандидатскую диссертацию. С 1965 по 1970 год директор Института технической кибернетики АН Белорусской ССР. В 1970—1971 годах работал в Вычислительном центре СО АН. В 1973 году защитил диссертацию на соискание степени доктора технических наук. В 1985 году избран членом-корреспондентом АН Эстонской ССР. В 1990-х годах работал профессором Королевского технологического института в Стокгольме.
Профессор (1978). С 2017 года — эмеритированный профессор Таллинского технического университета.
Энн Тыугу умер 30 марта 2020 года.

## Публикации
- Тыугу Э. Х. Концептуальное программирование. — М., Наука, 1984. — 256 c.
- Тыугу Э. Х. Среды концептуального программирования. — Таллинн., АН Эстонии, 1990. — 36 c.
- Минц Г. Е., Тыугу Э. Х. Полнота правил структурного синтеза // Доклады. АН СССР. — 1982. — Т. 265, — 6. — С. 41-60.
- Tõugu E. Elu nagu etendus. Siberi ja kremli kaudu rootsi kuningriiki. — Tallinn. Varrak, 2017. — 365 с. (Жизнь похожа на шоу. Через Сибирь и Кремль в Шведское королевство - рус.)